# Румыния на «Детском Евровидении — 2003»
Румыния дебютировала на «Детском Евровидении — 2003», проходившем в Копенгагене, Дания, 15 ноября 2003 года. На конкурсе страну представила группа Bubu & Co., выступившая десятой. Они заняли десятое место, набрав 35 баллов.

## Национальный отбор
17 песен было прислано в TVR, и 9 из них были дисквалифицированы. Из оставшихся, были выбраны 3 песни, которые приняли участие в финале национального отбора, который состоялся 6 октября 2003 года. Победителя определило жюри, состоявшее из 19 человек.
| Selecţia Naţională Eurovision Junior 2003 — 6 октября 2003 | Selecţia Naţională Eurovision Junior 2003 — 6 октября 2003 | Selecţia Naţională Eurovision Junior 2003 — 6 октября 2003 |
| №                                                          | Артист                                                     | Песня                                                      |
| ---------------------------------------------------------- | ---------------------------------------------------------- | ---------------------------------------------------------- |
| 01                                                         | Иоана Няга                                                 | «Lasa-ma sa visez»                                         |
| 02                                                         | Флавия Дан                                                 | «Vreau sa cant»                                            |
| 03                                                         | Bubu                                                       | «Muzica»                                                   |

## На «Детском Евровидении»
Финал конкурса транслировал телеканал TVR1, комментатором которого были Иоана Исопеску и Александр Нади. Bubu & Co. выступили под десятом номером перед Бельгией и после Испании, и заняли десятое место, набрав 35 баллов.

## Голосование[7]
| Баллы     | Страна                         |
| --------- | ------------------------------ |
| 12 баллов |                                |
| 10 баллов |                                |
| 8 баллов  |                                |
| 7 баллов  |                                |
| 6 баллов  | Бельгия Испания                |
| 5 баллов  | Кипр Мальта Северная Македония |
| 4 балла   | Греция                         |
| 3 балла   |                                |
| 2 балла   | Латвия Польша                  |
| 1 балл    |                                |

| Баллы     | Страна         |
| --------- | -------------- |
| 12 баллов | Хорватия       |
| 10 баллов | Великобритания |
| 8 баллов  | Испания        |
| 7 баллов  | Белоруссия     |
| 6 баллов  | Дания          |
| 5 баллов  | Греция         |
| 4 балла   | Мальта         |
| 3 балла   | Бельгия        |
| 2 балла   | Нидерланды     |
| 1 балл    | Латвия         |